# Thaumaglossa conradti
Thaumaglossa conradti là một loài bọ cánh cứng trong họ Dermestidae. Loài này được Pic miêu tả khoa học năm 1927.